# Sirinal de Mel
Srinal de Mel (23 de junio de 1941 - 13 de junio de 2024) fue un político de Sri Lanka y miembro del Parlamento perteneciente al Partido Nacional Unido.
En 1981, fue nombrado secretario general y director ejecutivo del Samagi Jana Balawegaya. Fue designado miembro del Parlamento como miembro de la lista nacional en 2015.
De Mel falleció el 13 de junio de 2024, a una semana por cumplir 83 años, 